# Еър Канада
Air Canada е най-голямата канадска авиокомпания. Член на алианса Star Alliance. Седалището на компанията е в Монреал.

## Дейност
Основана е през 1937 г. под името Trans-Canada Airlines. Сегашното си име носи от 1964 г. През 1989 г. е приватизирана, а през 2000 г. поглъща втората по големина канадска авиокомпания Canadian Airlines и става 12-а по големина на флота в света.

## Важни факти
- Превозени пътници – 33 милиона (2008)
- Служители – 24 700
- Флота – 202 (+37 поръчани) самолета
- Дестинации – 98 в 33 страни
- Програма за лоялни клиенти – Aeroplan
- Мото – At Your Fingertips